# Sequencer (musikalbum)
Sequencer är ett album av Covenant som finns i två versioner (Sequencer, Sequencer beta (2:nd edition), det som skiljer är att Luminal finns endast med på Beta.

## Låtlista
1. Feedback
2. Stalker
3. Figurehead (version)
4. Phoenix
5. Slowmotion
6. Tabula rasa
7. Storm
8. Luminal
9. Flux